# 2015 en Suisse
Chronologie de la Suisse
- 2011
- 2012
- 2013
- 2014
- 2015
- 2016
- 2017
- 2018
- 2019

2013 par pays en Europe - 2014 par pays en Europe - 2015 par pays en Europe - 2016 par pays en Europe - 2017 par pays en Europe
2013 en Europe - 2014 en Europe - 2015 en Europe - 2016 en Europe - 2017 en Europe

## Gouvernement au1erjanvier 2015
- Conseil Fédéral:[1]
  - Simonetta Sommaruga (PS/BE), présidente de la Confédération
  - Johann Schneider-Ahmann (PLR/BE), vice-président du conseil fédéral
  - Didier Burckhalter (PLR/NE)
  - Eveline Widmer-Schlumpf (PBD/GR)
  - Ueli Maurer (UDC/ZH)
  - Alain Berset (PS/FR)
  - Doris Leuthard (PDC/AG)

## Faits marquants

### Mars
- 5 au 15 mars : Salon international de l'automobile de Genève.

### Juin
- 14 juin : deux initiatives populaires fédérales sont rejetées :
  - « Imposer les successions de plusieurs millions pour financer notre AVS » ;
  - « Initiative sur les bourses d'études ».

### Octobre
- 18 octobre : élections fédérales, l'Union démocratique du centre obtient une majorité relative au Conseil national.

### Novembre
- 30 novembre : début de la 50e législature de l'Assemblée fédérale suisse.

### Décembre
- 9 décembre : renouvellement intégral du Conseil fédéral.